# Radicondoli
Radicondoli là một đô thị ở tỉnh Siena trong vùng Toscana, có cự ly khoảng 60 km về phía tây nam của Florence và khoảng 25 km về phía tây nam của Siena. Tại thời điểm ngày 31 tháng 12 năm 2004, đô thị này có dân số 1.008 người và diện tích là 132,2 km².
Đô thị Radicondoli có các frazione (subdivision) Belforte.
Radicondoli giáp các đô thị: Casole d'Elsa, Castelnuovo di Val di Cecina, Chiusdino, Montieri, Pomarance.